# Frank Wolf (Politiker)

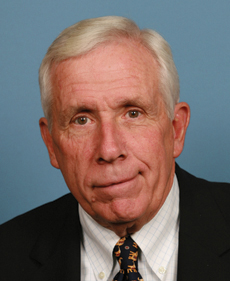
Frank Wolf

Frank Rudolph Wolf (* 30. Januar 1939 in Philadelphia, Pennsylvania) ist ein US-amerikanischer Politiker. Von 1981 bis 2015 vertrat er den Bundesstaat Virginia im US-Repräsentantenhaus.

## Werdegang
Frank Wolf studierte unter anderem an der University of Mississippi in Oxford, der Pennsylvania State University und der Georgetown University, an der er Jura studierte. Zwischen 1962 und 1967 gehörte er der Reserve der United States Army an. In der Folge praktizierte er als privater Rechtsanwalt. Gleichzeitig begann er als Mitglied der Republikanischen Partei eine politische Laufbahn. In den Jahren 1968 bis 1971 gehörte er zum Stab des Kongressabgeordneten Edward G. Biester aus Pennsylvania. Danach arbeitete er bis 1975 für das US-Innenministerium. 1976 strebte er erfolglos die Nominierung seiner Partei für die Kongresswahlen an. Zwei Jahre später wurde er zwar nominiert, aber dann nicht in den Kongress gewählt.
Bei den Wahlen des Jahres 1980 wurde Wolf dann schließlich im zehnten Wahlbezirk von Virginia in das US-Repräsentantenhaus in Washington, D.C. gewählt, wo er am 3. Januar 1981 die Nachfolge von Joseph L. Fisher antrat. Nach 16 Wiederwahlen konnte er sein Mandat im Kongress bis zum 3. Januar 2015 ausüben. In seine Zeit als Kongressabgeordneter fielen die Terroranschläge am 11. September 2001, der Irakkrieg und der Militäreinsatz in Afghanistan. Wolf war unter anderem Mitglied im Bewilligungsausschuss und in zwei Unterausschüssen. Er saß außerdem in drei Congressional Caucuses. Während der Präsidentschaft von George W. Bush unterstützte Wolf dessen Politik. Im Jahr 2014 verzichtete er auf eine erneute Wiederwahl. Zu seiner Nachfolgerin wurde mit Barbara Comstock erneut eine Republikanerin gewählt.